# Isuzu Trooper
L'Isuzu Trooper est un SUV produit par le constructeur automobile Isuzu sous 2 générations, de 1981 à 2003.
Il est ensuite remplacé par les Isuzu Axiom et Isuzu Ascender.

## Première génération (1981-1991)
L'Isuzu Trooper de première génération, appelé principalement Isuzu Rodeo, est sorti en 1981. 

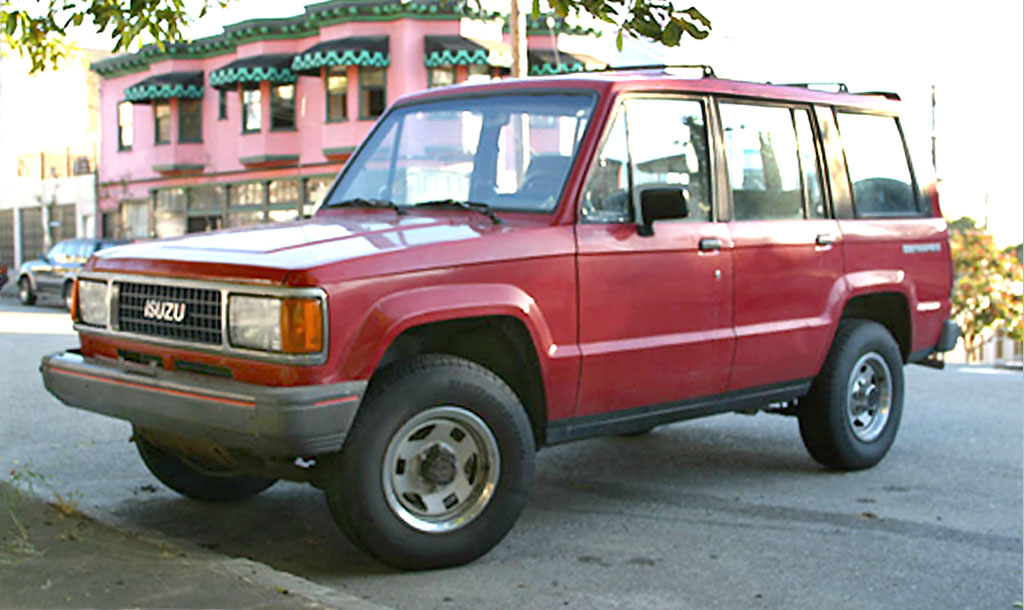
Isuzu Trooper I 5 portes

### Galerie

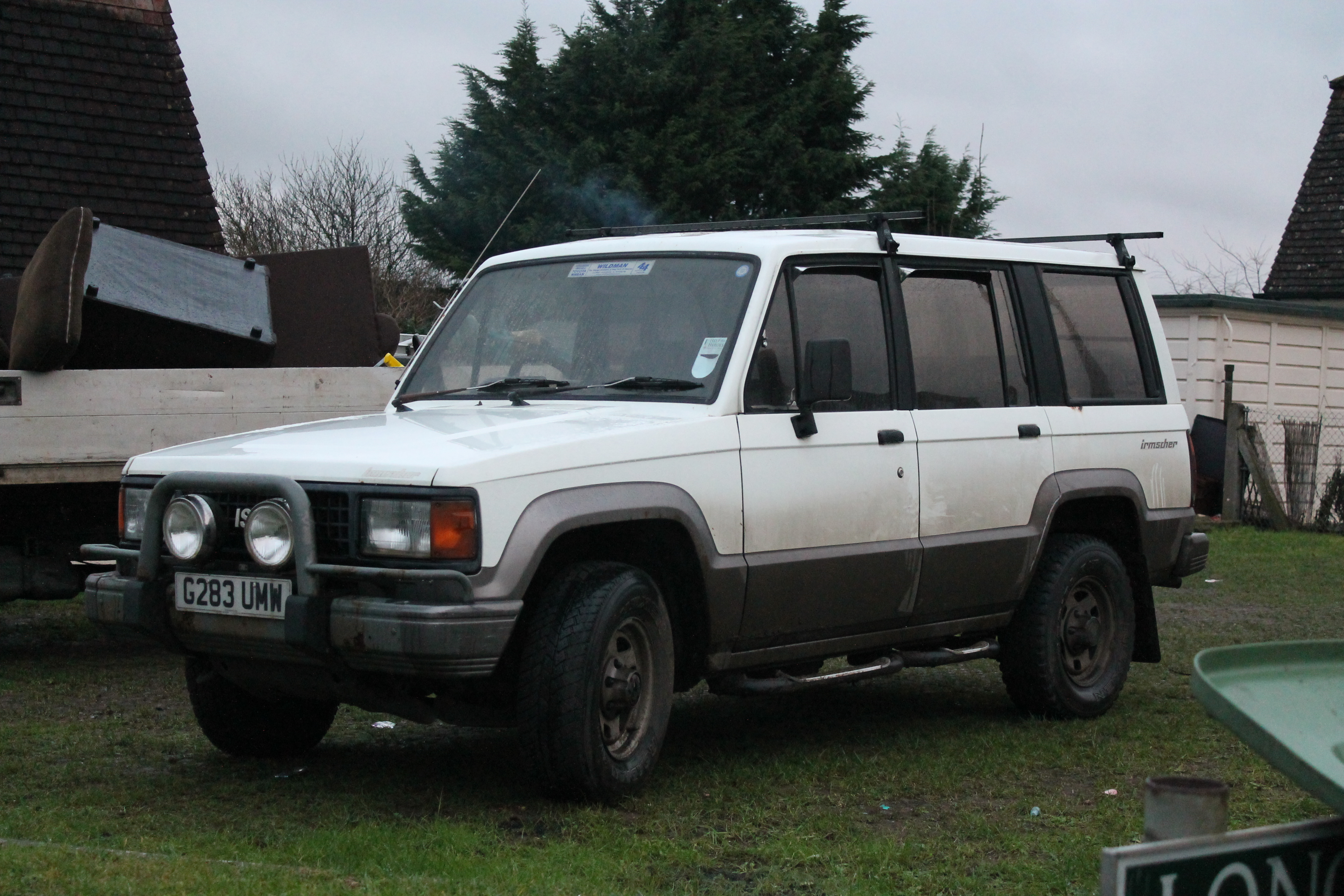
Isuzu Bighorn I
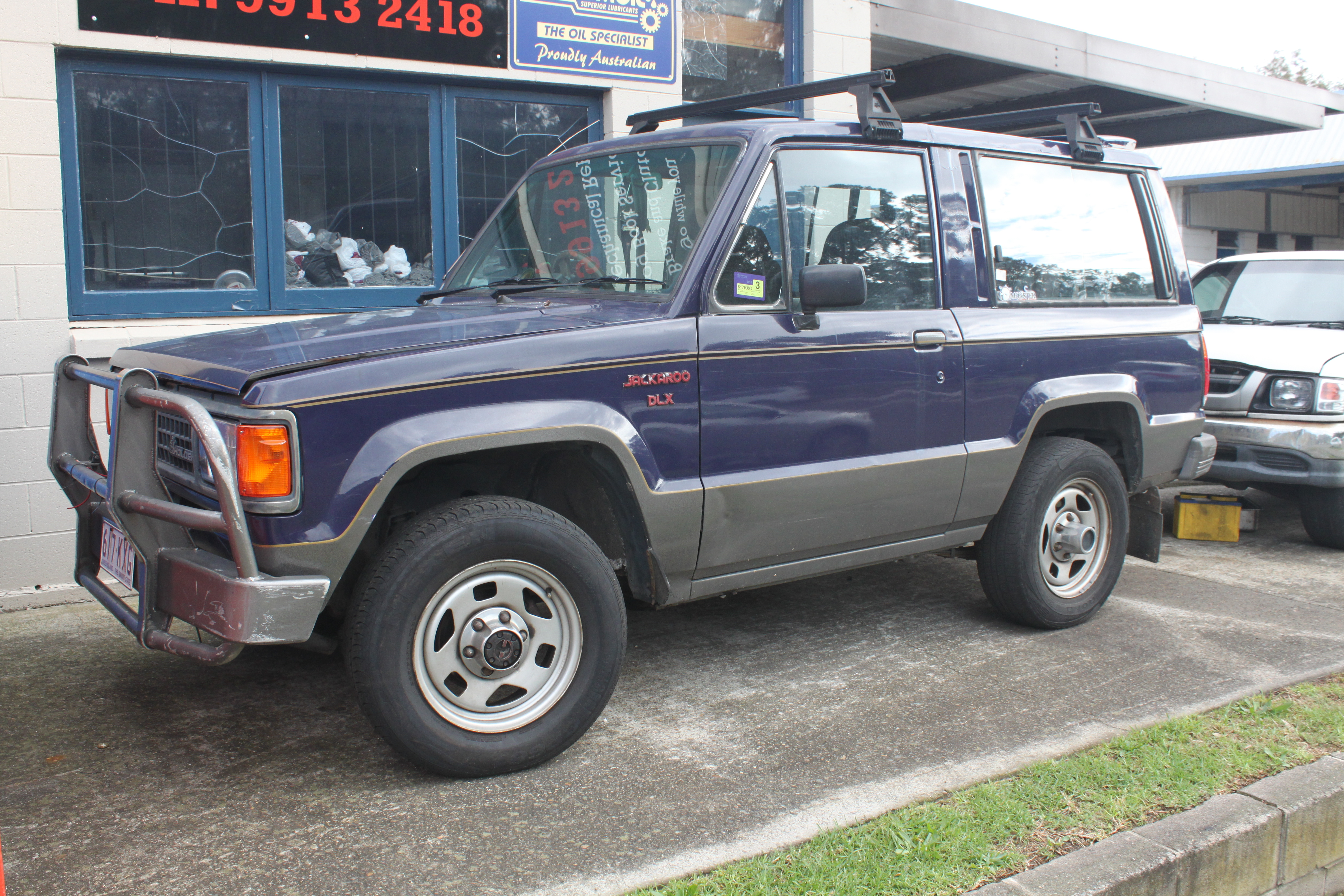
Holden Jackaroo I
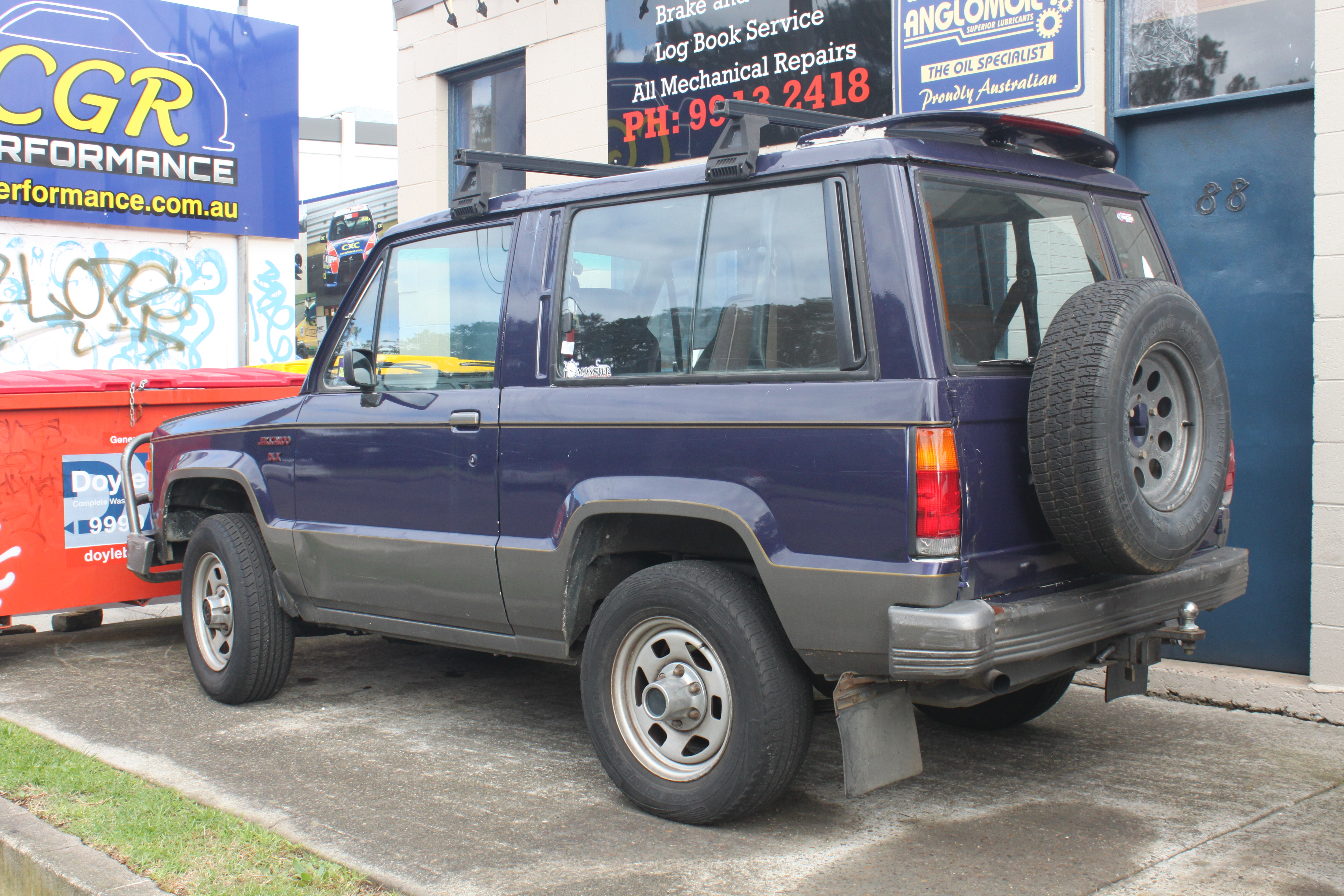
Holden Jackaroo I
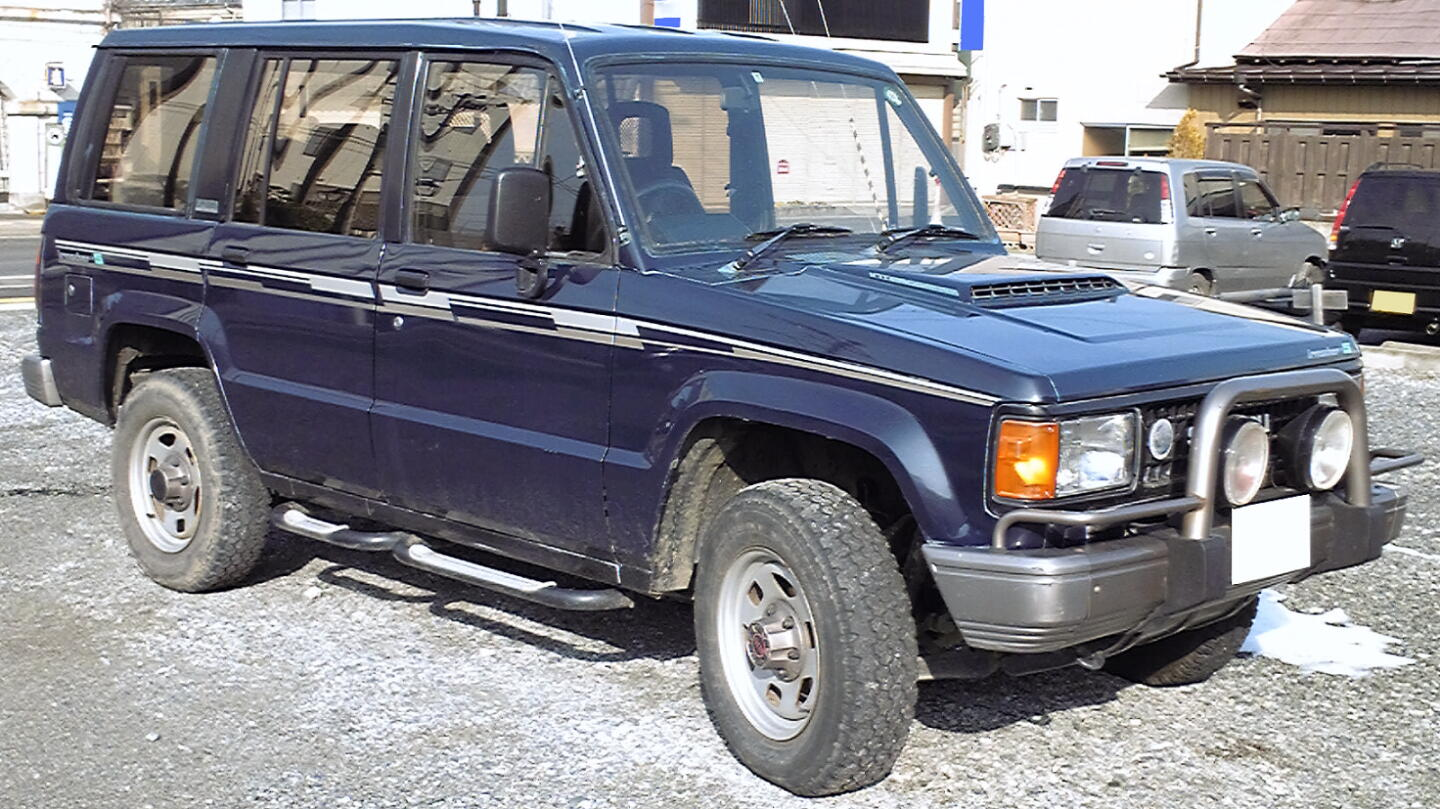
Subaru Bighorn
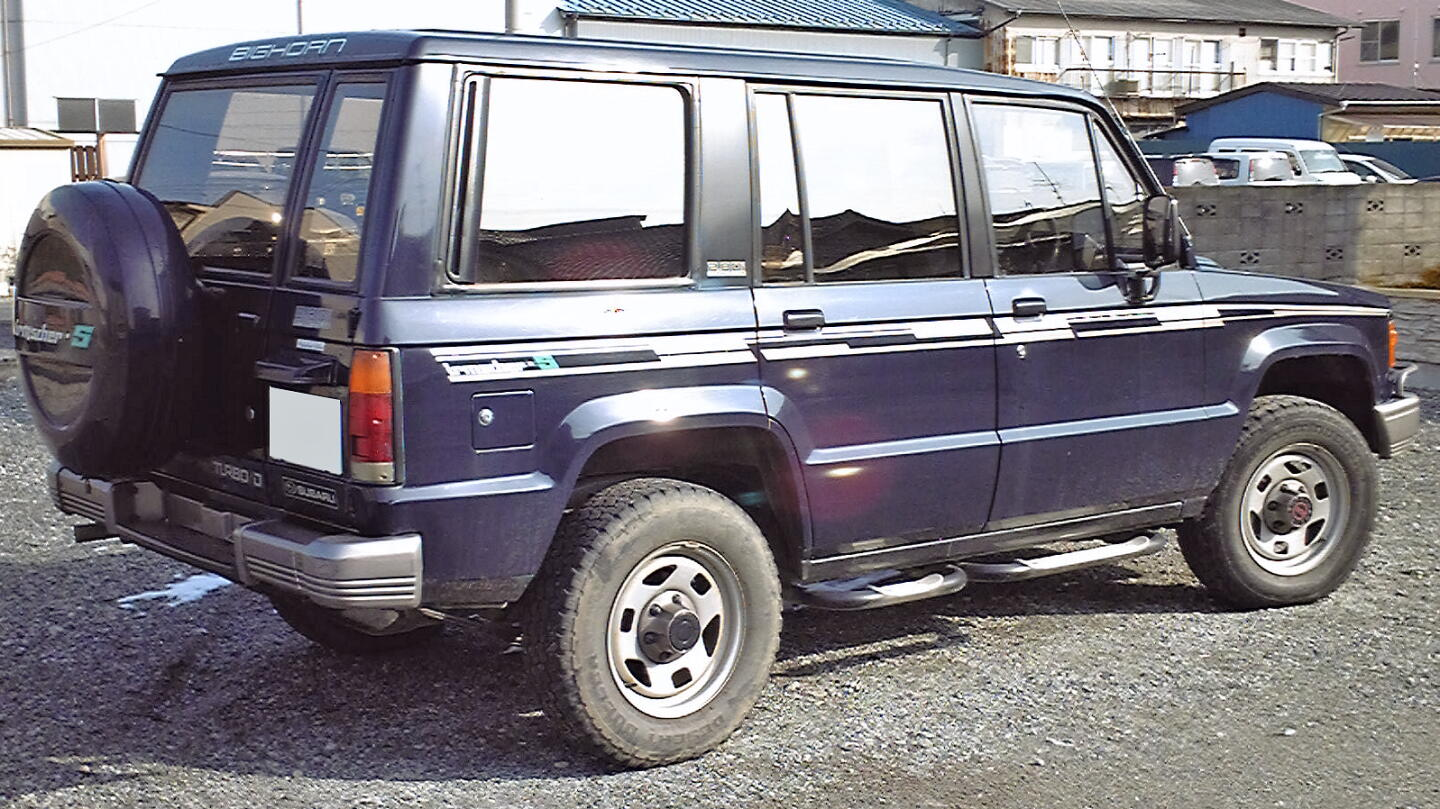
Subaru Bighorn
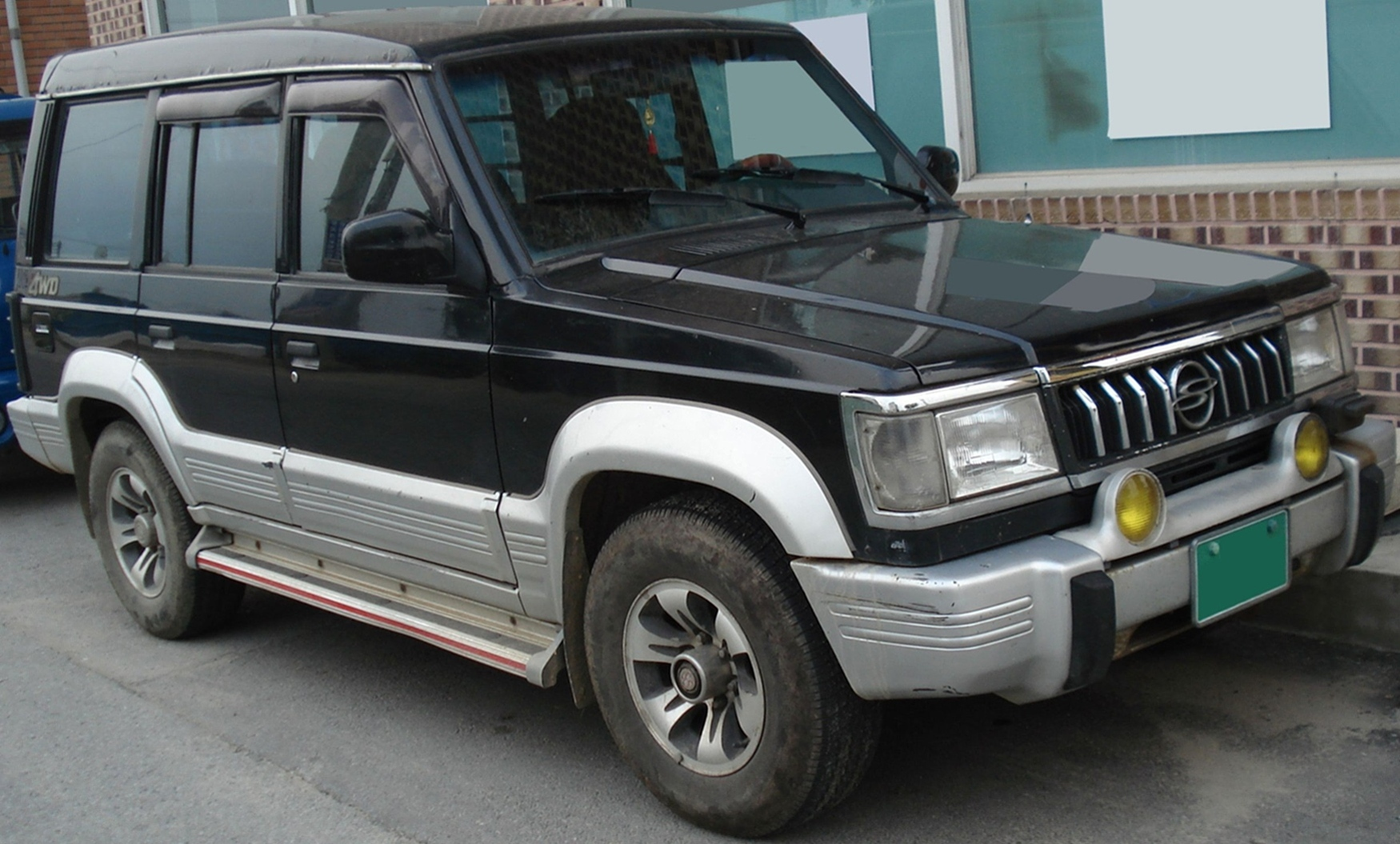
SsangYong Korando Family
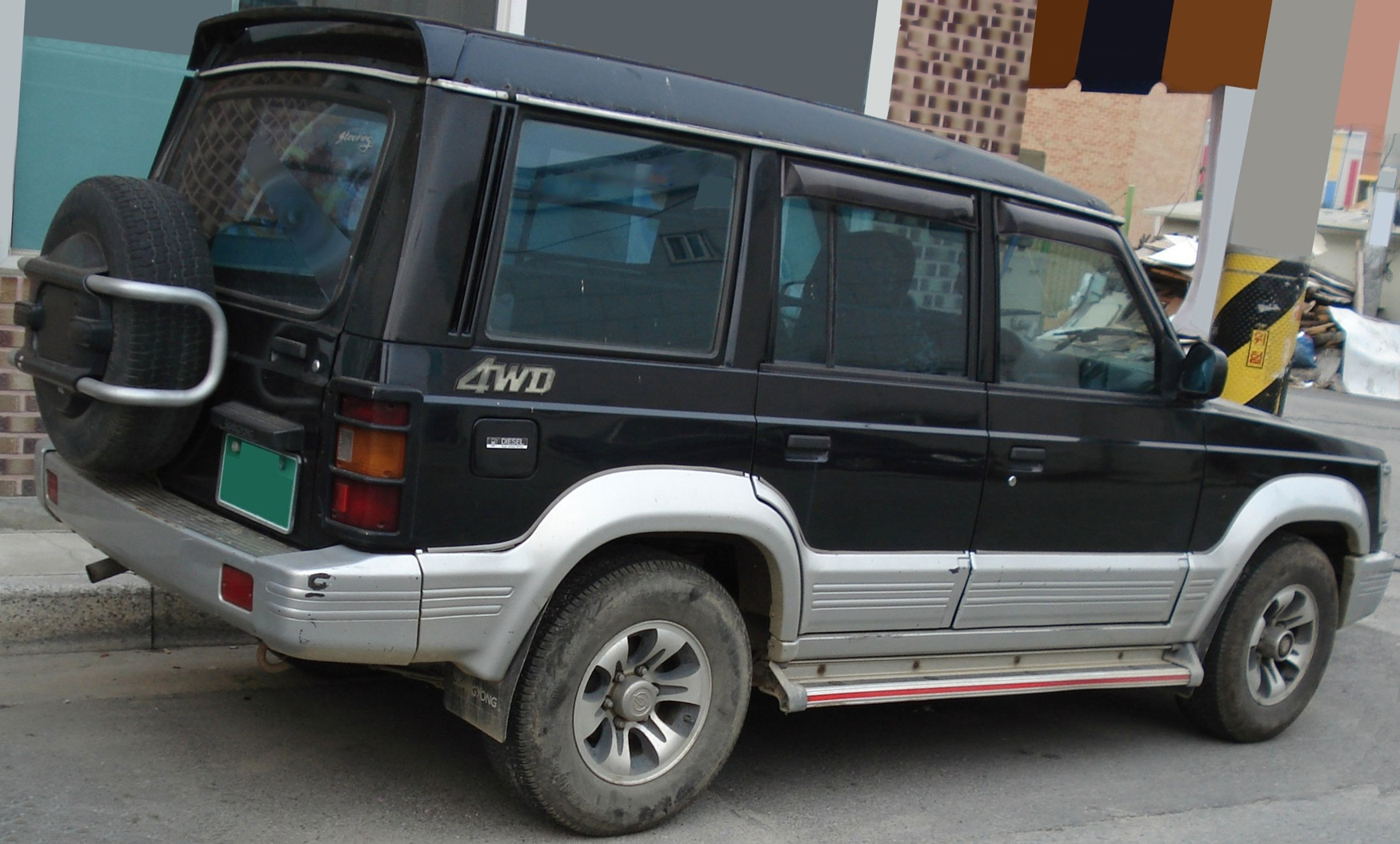
SsangYong Korando Family

## Deuxième génération (1991-2003)
La seconde génération est commercialisée de janvier 1991 à 2003 au Japon et aux États-Unis. Elle est importée en Europe début 1999.
Moins aguicheur que les Mitsubishi Pajero, Toyota Land Cruiser et Nissan Patrol auxquels il s'attaque, le Trooper ne manque pourtant pas d'intérêt. C'est un vrai véhicule tout-terrain, moderne et bien motorisé.

### Motorisations
Le Trooper offre le choix entre un V6 3.5 essence de 215 ch et un quatre-cylindres 3.0 diesel de 159 ch. Ce dernier réalise le gros des ventes. Avec son injection directe haute pression à rampe commune, il démontre le savoir-faire d'Isuzu en la matière. Le Trooper est un 4x4 non permanent.

### Finitions
Isuzu décline le Trooper en quatre finitions: Aventure, Duty, Citation et LXE. L'Aventure fait l'impasse sur l'ABS, mais offre un lecteur CD. Le Duty châssis long a droit à des jantes en alliage, qui sont un équipement de série à partir du niveau Citation. Celui-ci et le LXE se reconnaissent à leur peinture deux tons. Enfin, seule la finition LXE a droit à un couvre-roue de secours rigide.

### Galerie

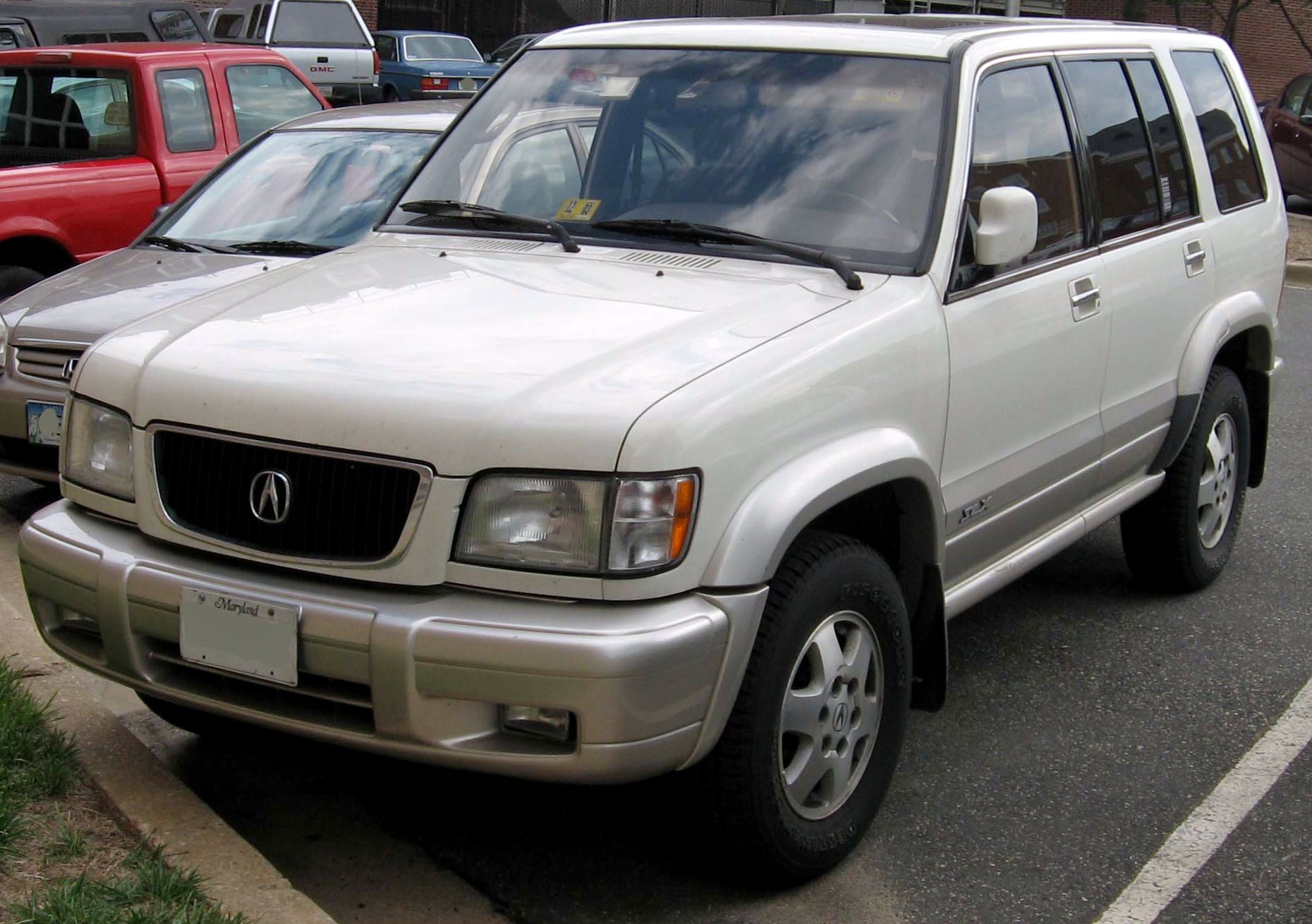
Acura SLX
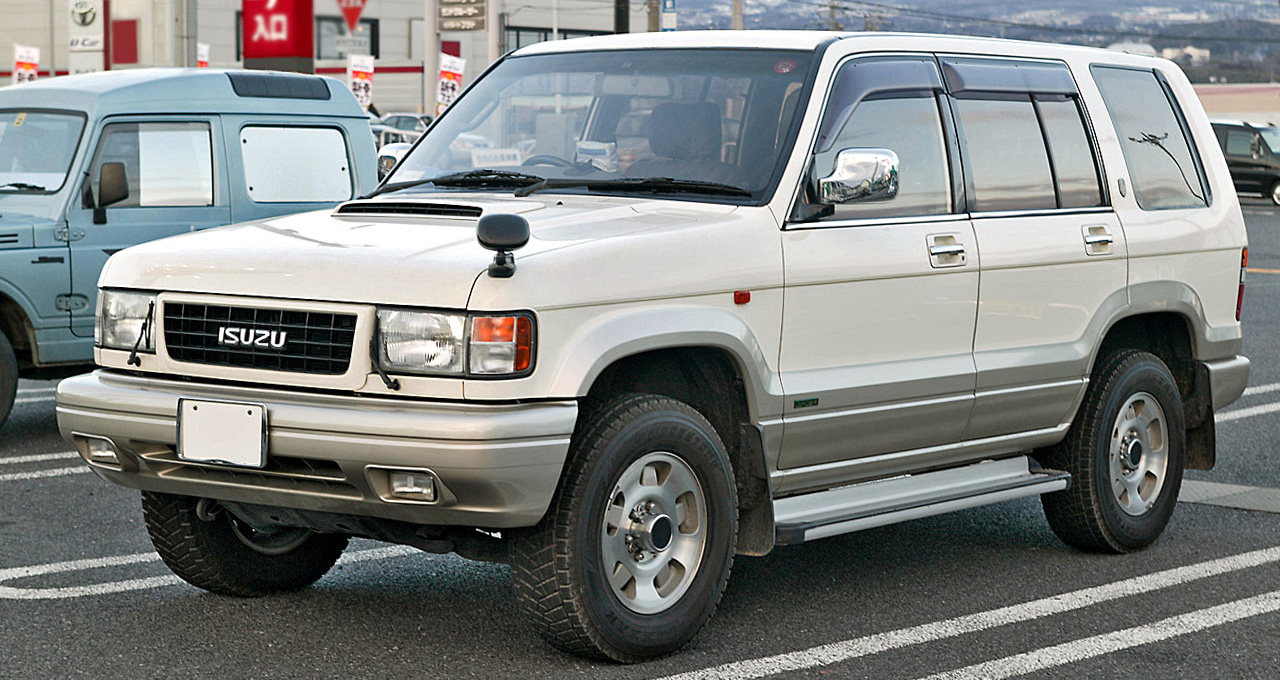
Isuzu Bighorn II
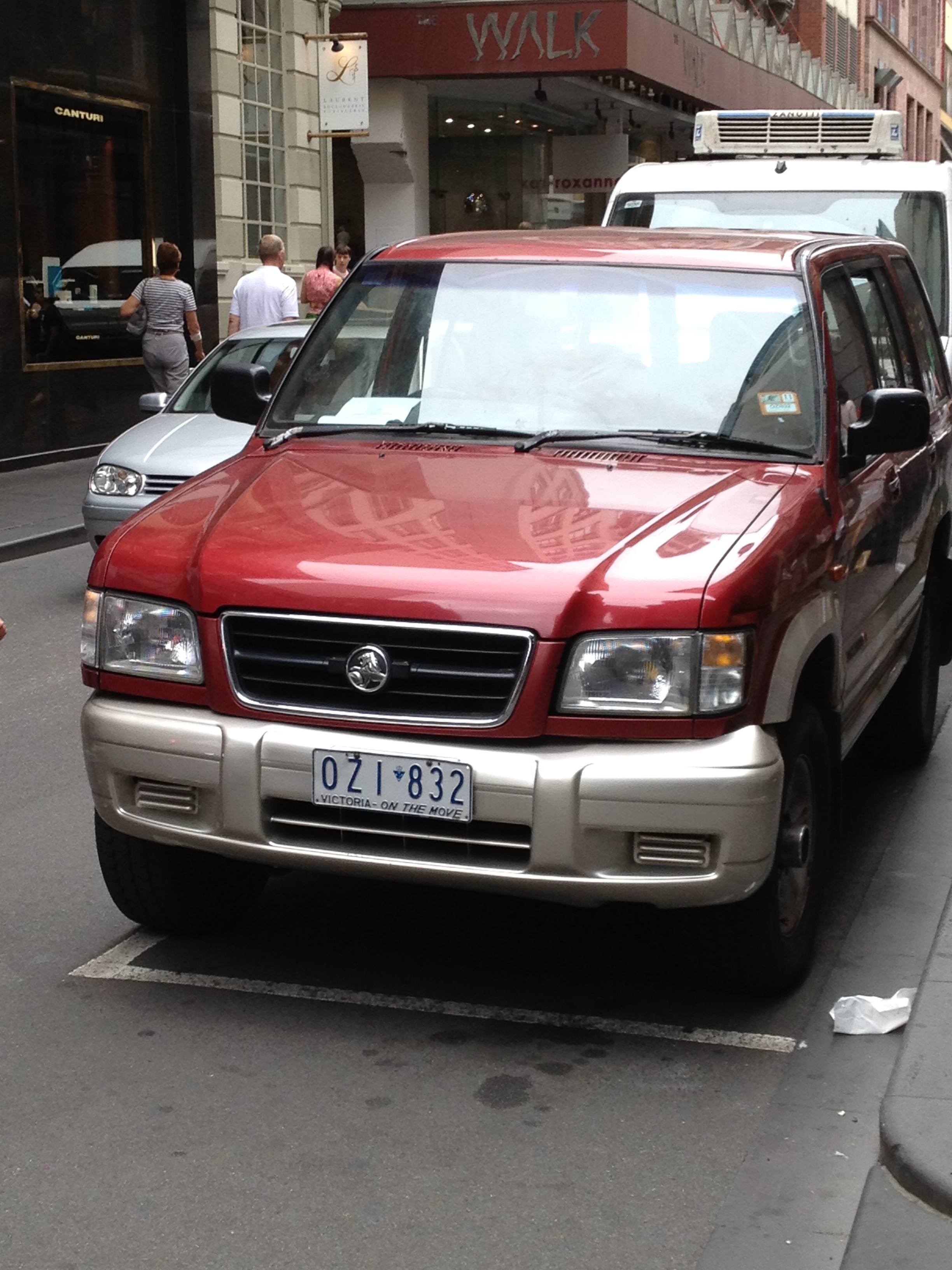
Holden Jackaroo II
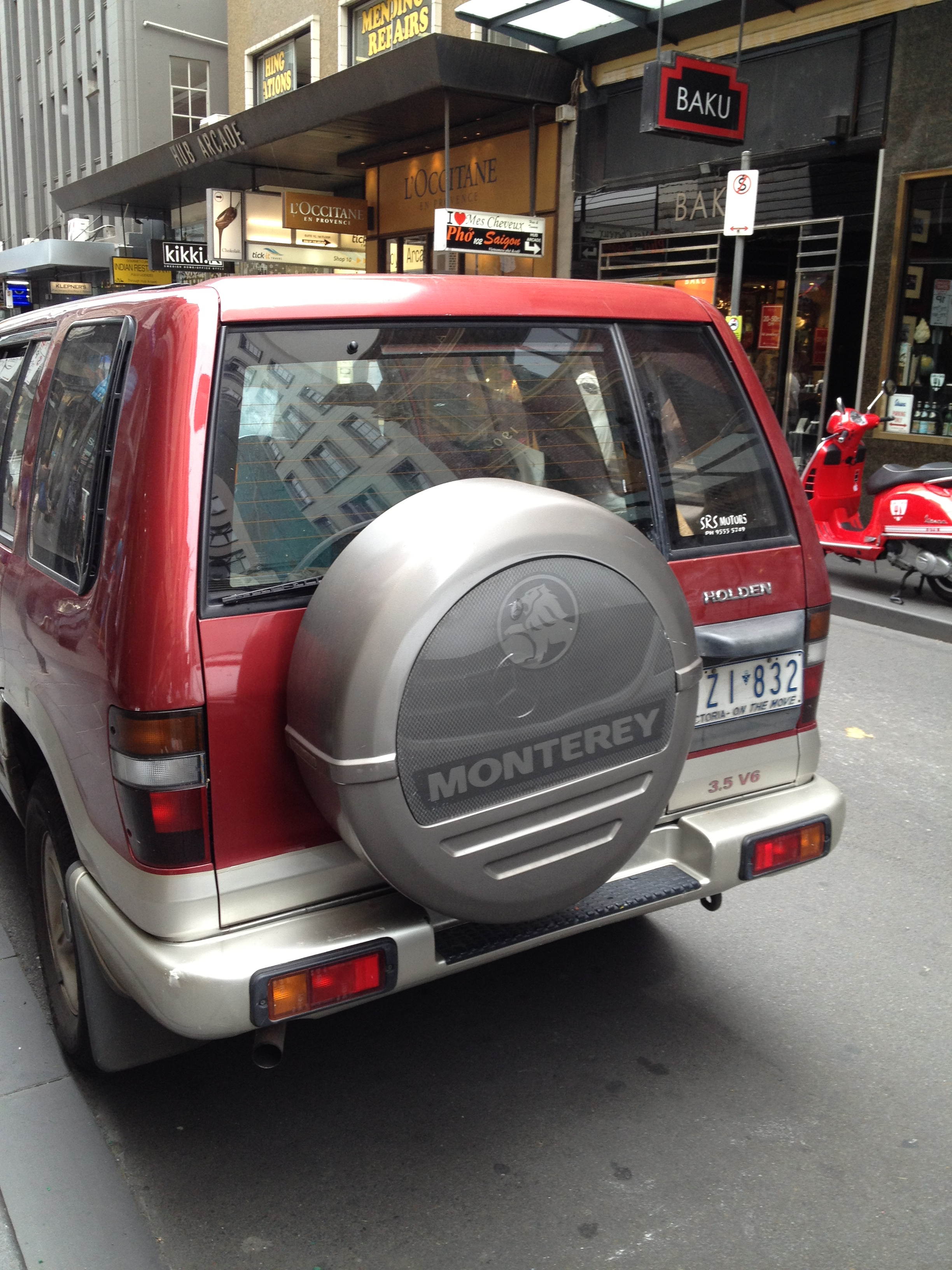
Holden Jackaroo II
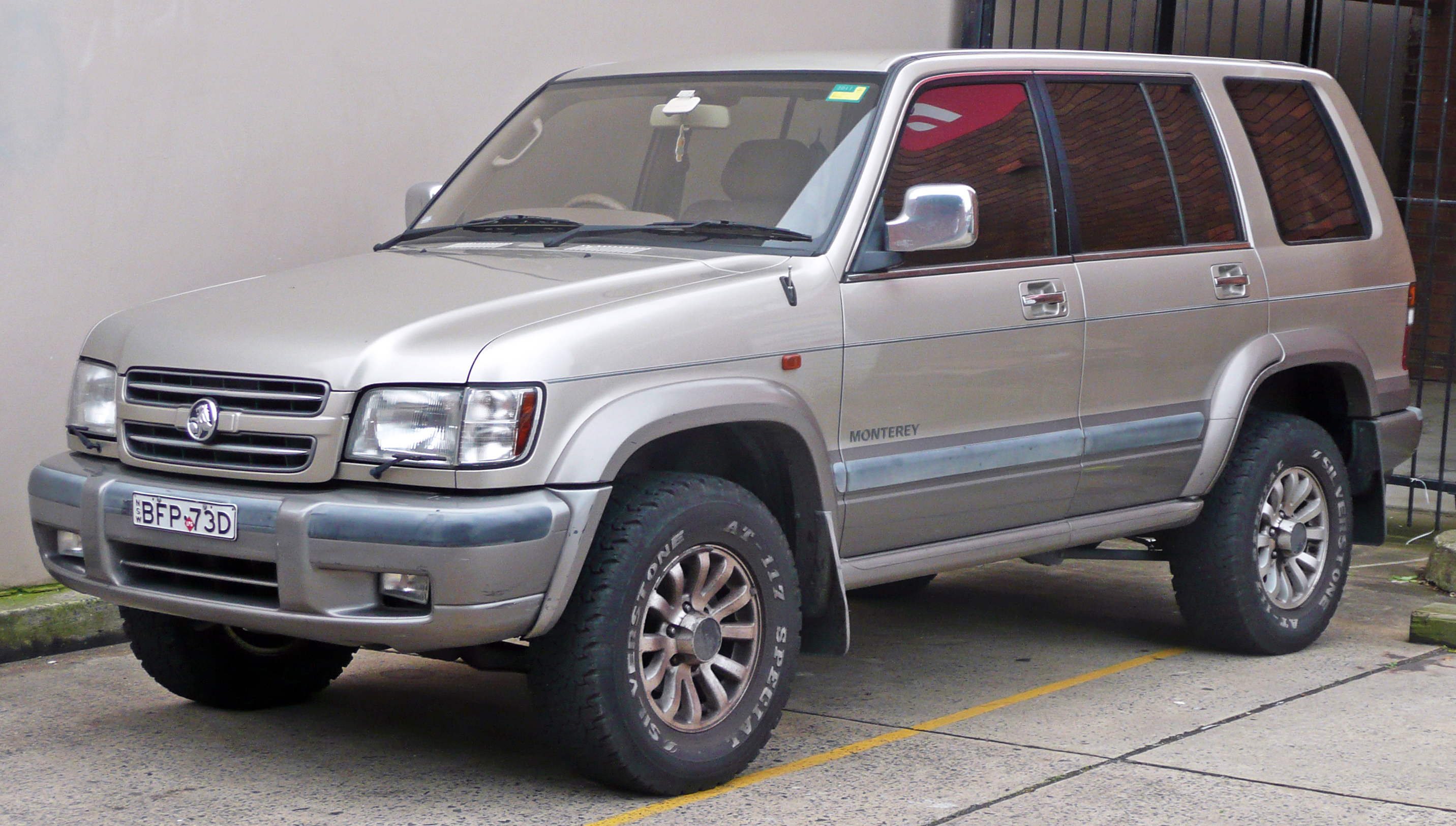
Holden Monterey
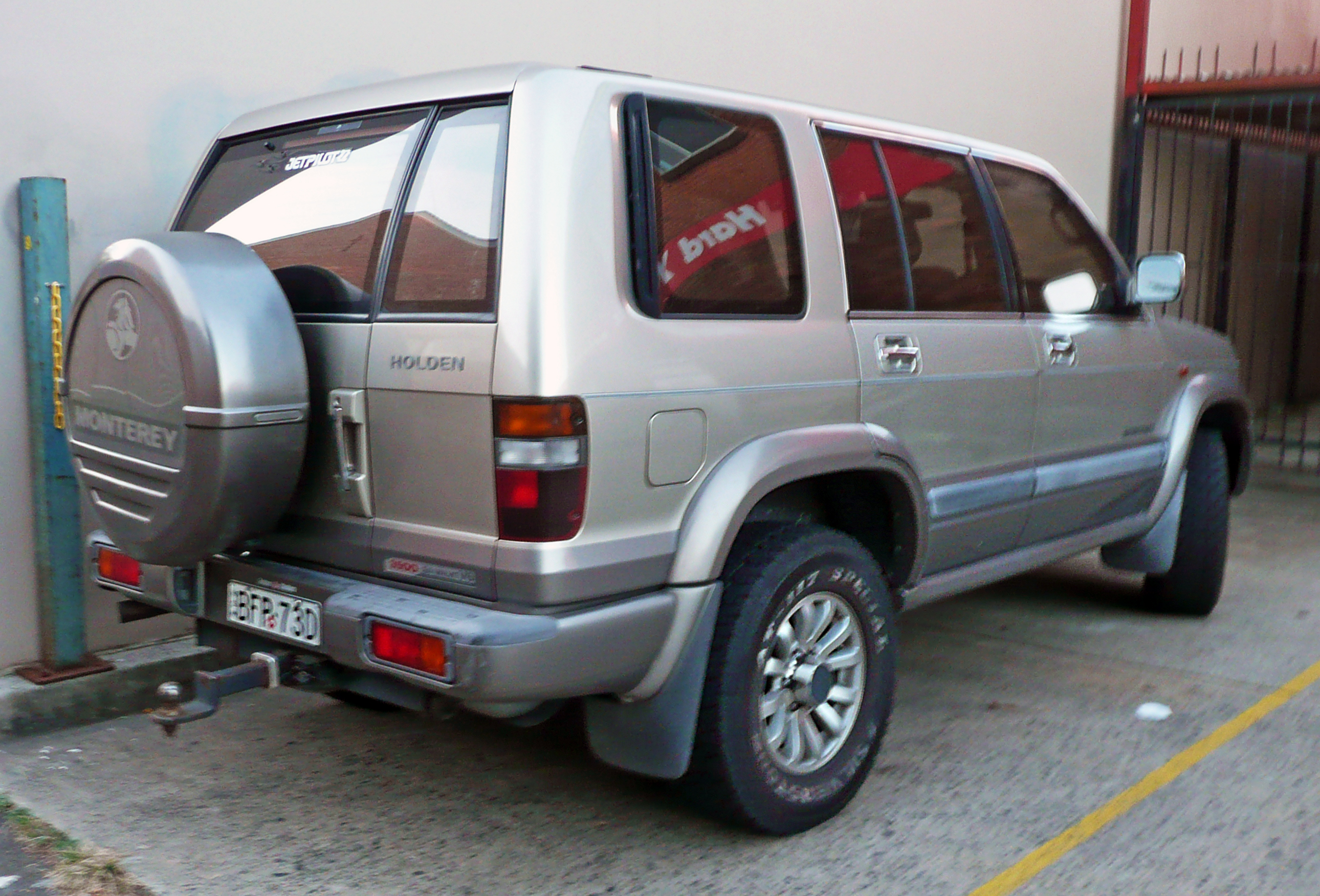
Holden Monterey
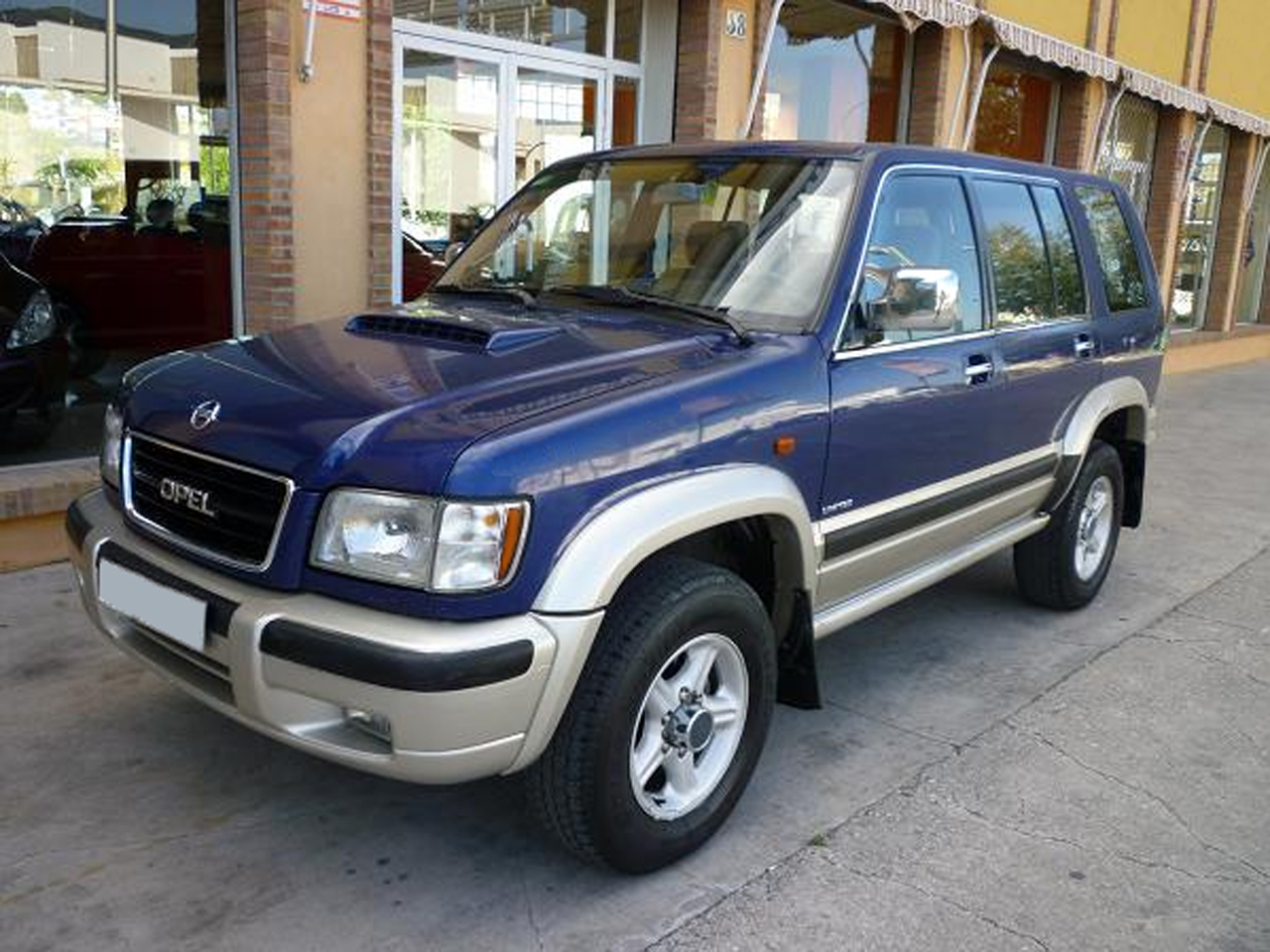
Opel Monterey

### Fin de production
La production de l'Isuzu Trooper s'arrêta début 2003. Vu son faible succès, Isuzu ne fut pas capable de produire une troisième génération. Les Isuzu Axiom et Ascender lui succédèrent.